# 兴隆街道 (盘锦市)
兴隆街道，是中华人民共和国辽宁省盘锦市兴隆台区下辖的一个乡镇级行政单位。

## 行政区划
兴隆街道下辖以下地区：
金河社区、文化社区、景兴社区、繁荣社区、作业社区、乐园社区、先锋社区、清泉社区、双兴社区、前进社区、泰山社区、锦祥社区、和平社区、兴顺社区、兴工社区、城中花园社区、水木清华社区和汇美社区。